# فرودگاه فرنسیسکو کرله
فرودگاه فرنسیسکو کرله (به انگلیسی: Francisco Carle Airport) یک فرودگاه همگانی با کد یاتا JAU است که یک باند فرود آسفالت دارد و طول باند آن ۲۸۱۰ متر است. این فرودگاه در کشور پرو قرار دارد و در ارتفاع ۳۳۶۳ متری از سطح دریا واقع شده است.

## شرکت‌های هواپیمایی و مقصدهای پروازی
| شرکت‌های هواپیمایی | مقصدهای پروازی |
| ----------------- | -------------- |
| لان پرو           | خورخه چاوز     |
| LC Perú           | خورخه چاوز     |
| Peruvian Airlines | خورخه چاوز     |